# 特奧巴爾多一世
特奧巴爾多一世（西班牙語：Teobaldo I de Navarra，1201年5月30日—1253年7月8日），納瓦拉國王、香檳伯爵（稱蒂博四世，法语：Thibaut IV de Champagne）。绰号“吟游诗人”或者“遗腹子”。

## 香槟伯爵
蒂博四世的父親是香檳伯爵蒂博三世，在他出生前一周去世。母親是納瓦拉國王桑喬六世的女兒布蘭卡，在他21岁前担任摄政。蒂博四世的伯父亨利二世留下了两个女儿，屡次发难要求继承香槟伯爵之位。1215年香槟继承战争爆发。最终香槟伯国于1222年支付巨资摆平了争端。
1223年法兰西国王路易八世即位，签署法令，禁止官员向犹太人借贷。26个诸侯都遵从了，但蒂博四世没有听从。他和通过收税能为他保证额外收入的犹太人有协定，这些额外收入对于他支撑起香槟继承战争的开销有着重要作用，香槟继续成为犹太人的重要聚集地。蒂博成为卡佩统治的一支主要反对力量。如在阿维尼翁之围中，他仅按最小要求服役40天便回到自己的封地。路易八世不久因痢疾去世，时人指控他叛国，甚至有谣言称是他毒死了路易八世。他被禁止参加路易九世的加冕礼。
路易九世在位初期由其母卡斯蒂利亚的布兰卡摄政。蒂博四世改变了对王座的敌视态度，转而与之合作，他在法兰西宫廷中的地位日益显著。有谣言称他与王太后私通。对他心怀嫉妒的贵族们在1229年-1230年入侵了香槟。巴尔伯爵亨利二世从东面进攻香槟，促使蒂博四世同洛林结盟，这进而导致勃艮第公爵决定加入战争对抗香槟。最后王太后布兰卡介入平息了冲突。
这两场战争尽管都以蒂博四世胜利告终，但是香槟付出了巨大的代价，蒂博四世只能售卖领土偿还债务。1229年蒂博四世的母亲去世；1231年妻子去世，只留下了一名女儿；1233年侄女再次要求香槟伯爵的继承权，蒂博四世不得不再次支付大量费用。

## 纳瓦拉国王
1234年，蒂博四世的舅舅桑喬七世去世，由於桑喬七世沒有任何子女，身為外甥的蒂博繼承了王位，成为纳瓦拉国王特奥巴尔多一世。这极大增加了特奥巴尔多一世的财富和权势，法国北方的诸侯再也没有挑战过特奥巴尔多，他在香槟的领土更为繁荣和平。
特奥巴尔多一世在纳瓦拉任命的官员几乎都是来自香槟的贵族。作为国王，特奥巴尔多一世和阿拉贡王国、卡斯蒂利亚王国、英格兰王国都缔结了和约。1230年9月，担任香槟伯爵时他曾为特鲁瓦颁布的市镇宪章；来到纳瓦拉后，他于1238年颁布了纳瓦拉总宪章，系统整理了纳瓦拉王国的政治运行规则，确定了君主、贵族在王国的地位。这份宪章一直运行到1841年。
1239年，特奥巴尔多一世响应教宗号召参加了諸爵十字軍。这次十字军东征取得了一些外交上的成绩。1240年他从巴勒斯坦返回欧洲。
在剩下的几年里，特奥巴尔多一世在纳瓦拉和香槟之间频繁往来。1250年潘普洛纳主教因为其拒绝服从教廷法院而威胁绝罚，但后来教宗英诺森四世退让称只有圣座才能对国王施加绝罚。1253年特奥巴尔多一世在潘普洛纳去世。

## 婚姻与家庭
1220年，特奥巴尔多与达格斯堡的格特鲁德结婚，两人于1222年离婚。
1222年，特奧巴爾多與博熱的阿格妮絲結婚，阿格妮絲於1231年逝世。兩人育有一女：
- 布蘭卡（英语：Blanche of Navarre, Duchess of Brittany）（1226年—1283年），布列塔尼公爵夫人。

1232年，特奧巴爾多與波旁的瑪格麗特結婚，兩人共有3子3女：
- 萊昂諾爾，早逝。
- 特奧巴爾多二世，1253年繼位為納瓦拉國王。
- 佩德羅，早逝。
- 瑪格麗特，洛林公爵夫人。[3]
- 碧翠絲（英语：Beatrice of Navarre, Duchess of Burgundy），勃艮第公爵夫人。[4]
- 恩里克一世，1270年繼承哥哥特奧巴爾多成為納瓦拉國王。